# Prospalta
Prospalta é um gênero de traça pertencente à família Arctiidae.